# Rääma raba
Rääma raba är en mosse i Sauga kommun i landskapet Pärnumaa i Estland. Den ligger i den sydvästra delen av landet, 110 km söder om huvudstaden Tallinn och strax utanför staden Pärnu.